# Eriphus immaculicollis
Eriphus immaculicollis är en skalbaggsart som beskrevs av Audinet-serville 1834. Eriphus immaculicollis ingår i släktet Eriphus och familjen långhorningar. Inga underarter finns listade i Catalogue of Life.